# Kuroshio II
Pour les articles homonymes, voir Kuroshio (homonymie).
Kuroshio II (en japonais :くろしお2号) est un petit véhicule sous-marin habité de recherche sous-marine appartenant à la Faculté des pêches de l'Université de Hokkaidō. Il est maintenant exposé au Mémorial du tunnel du Seikan de la ville de Fukushima sur l'île de Hokkaidō.

## Historique
En 1951 la Faculté des pêches de Hokkaido s'est dotée d'un véhicule submersible de recherche nommé Kuroshio.
En 1960, Kuroshio a été remodelé pour devenir Kuroshio 2, véhicule automoteur dont le câble d'alimentation a été prolongé de 200 m à 600 m, permettant une collecte stable d'échantillons de roche. Équipé d'une aléseuse, il réalisa 348 sondages en plongée. 

### Préservation
Il a pris sa retraite en 1971 en raison de réglementations plus strictes sur les pénuries budgétaires et la Loi sur la sécurité des navires. En 1979 le mémorial du tunnel du Seikan a repris le véhicule pour exposition au public.

## Galerie

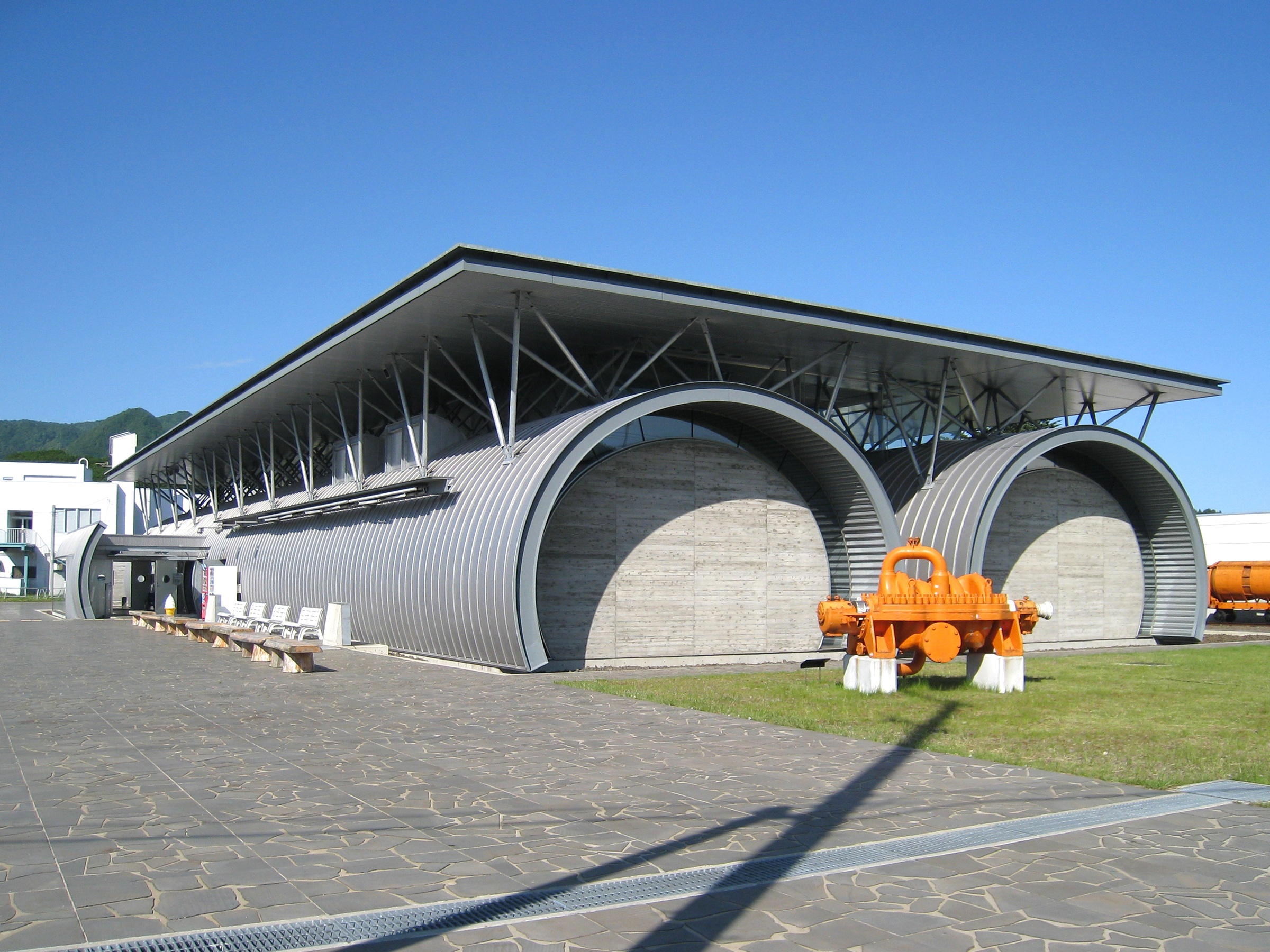
Mémorial du tunnel du Seikan